# St. Gallus (Hofweier)

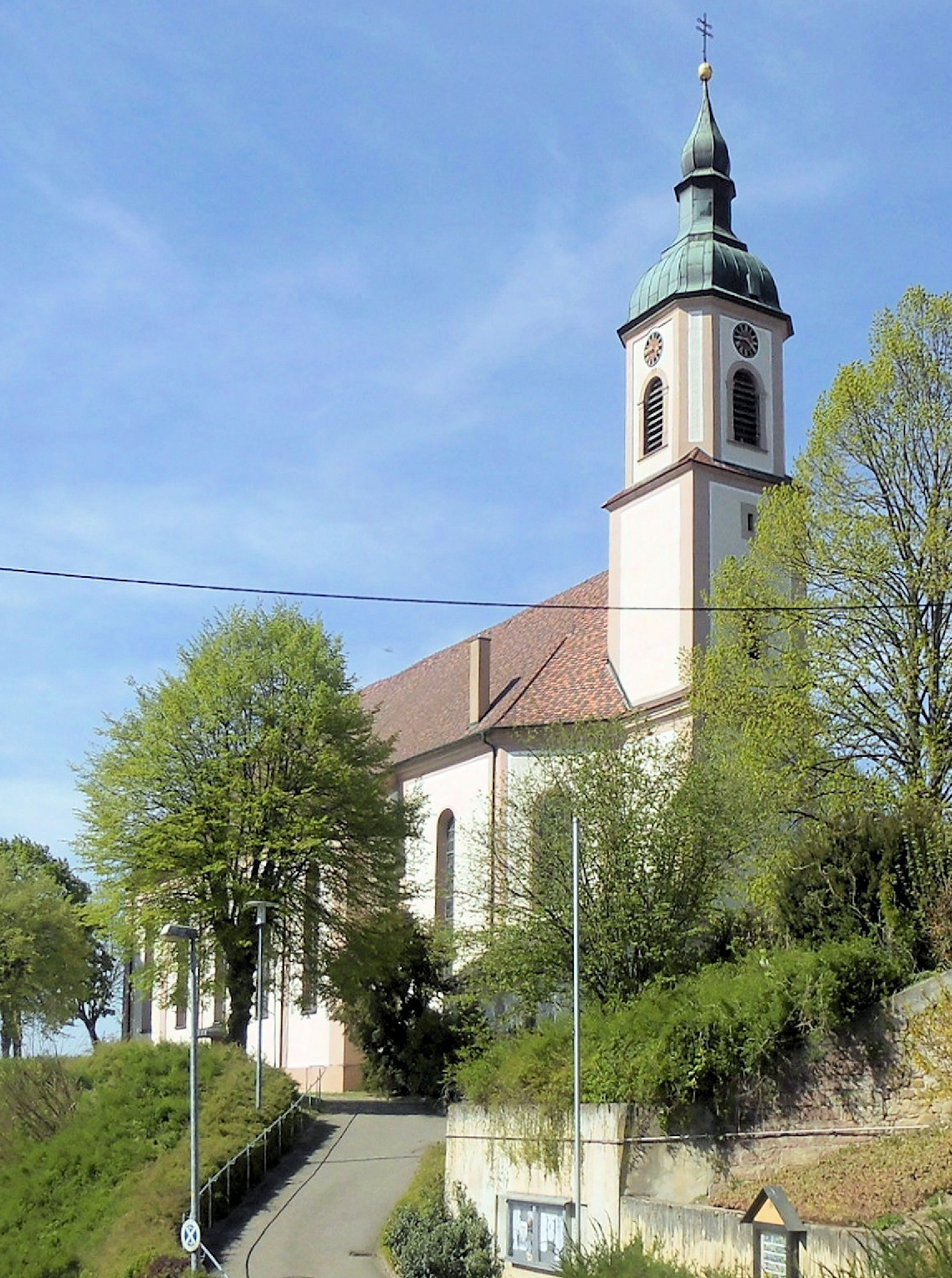
Kirche St. Gallus

St. Gallus ist die dem Heiligen Gallus geweihte, römisch-katholische Pfarrkirche von Hofweier, einem Teil der Gemeinde Hohberg im Ortenaukreis von Baden-Württemberg. Seit der Dekanatsreform am 1. Januar 2008 gehört die St. Gallus-Kirche zum Dekanat Offenburg-Kinzigtal. Mit den weiteren Pfarreien in Hohberg, St. Brigitta in Niederschopfheim und St. Carolus in Diersburg, gehört sie der 2015 begründeten Seelsorgeeinheit Schutterwald-Hohberg-Neuried des Erzbistums Freiburg an. Die Geschichte von Hofweier und seiner Kirche hat besonders der Offenburger Gymnasiallehrer Otto Kähni (1900–1975) erforscht, der bereits seine Dissertation zum Thema „Verfassung und Verwaltung des ritterschaftlichen Dorfes Hofweier“ geschrieben hatte.

## Geschichte
Die Dörfer Hofweier, Niederschopfheim und Diersburg, die seit 1973 die Gemeinde Hohberg bilden, sind auch in ihrer Geschichte eng verbunden. Am frühesten wird Niederschopfheim erwähnt, nämlich im Jahr 777 als Scofhaim, Hofweier dagegen erst –
nach einer Kopialüberlieferung des 15. Jahrhunderts – um 1101 als Hoviwilar. Im Hochmittelalter gehörte Hofweier den Herren von Tiersberg, die – verwandt mit den Herren von Geroldseck – in Diersburg residierten, das von ihnen seinen Namen hat. Von den Tiersberg gelangten die Ortsherrschaft an die
- Hummel von Stauffenberg, die 1438 im Dorf zwei Burgen bauten, die Obere Burg und die Binzburg. Beide waren schon im 17. Jahrhundert verfallen.[2] Dann die
- Ritter von Bach. Sie besaßen um 1500 sowohl Hofweier als auch Niederschopfheim und Schutterwald, ein ritterliches Territorium, das nach der Hofweirer Burg Herrschaft Binzburg hieß.[2] Nach dem Tode Georgs von Bach 1538 folgten die
- Ritter von Cronberg, die
- Freiherrn von Dalberg, die
- Freiherrn von Erthal und schließlich Ende des 18. Jahrhunderts die
- Ritter von Frankenstein. 1806 fiel Hofweier bei der Neugestaltung Südwestdeutschlands im Gefolge des Reichsdeputationshauptschlusses an das Großherzogtum Baden.

Die Hofweirer Kirche wird erstmals 1312 genannt, danach 1385 als „parrochialis ecclesia“. Das Kirchenpatronat verkauften die Hummel von Staufenberg an die Markgrafen von Baden. Diese gaben es 1463 gleichzeitig mit dem Dorf Diersburg der Familie Roeder zu Lehen, die sich danach Roeder von Diersburg nannte. 1523 führten die Roeder von Diersburg das evangelische Bekenntnis ein. Die Konfession wechselte danach mehrfach, doch verhielten sich die Patronatsherren tolerant. Kirchlich kam Hofweier 1803 vom Erzbistum Straßburg an das Bistum Konstanz und 1821 an das neu gegründete Erzbistum Freiburg.

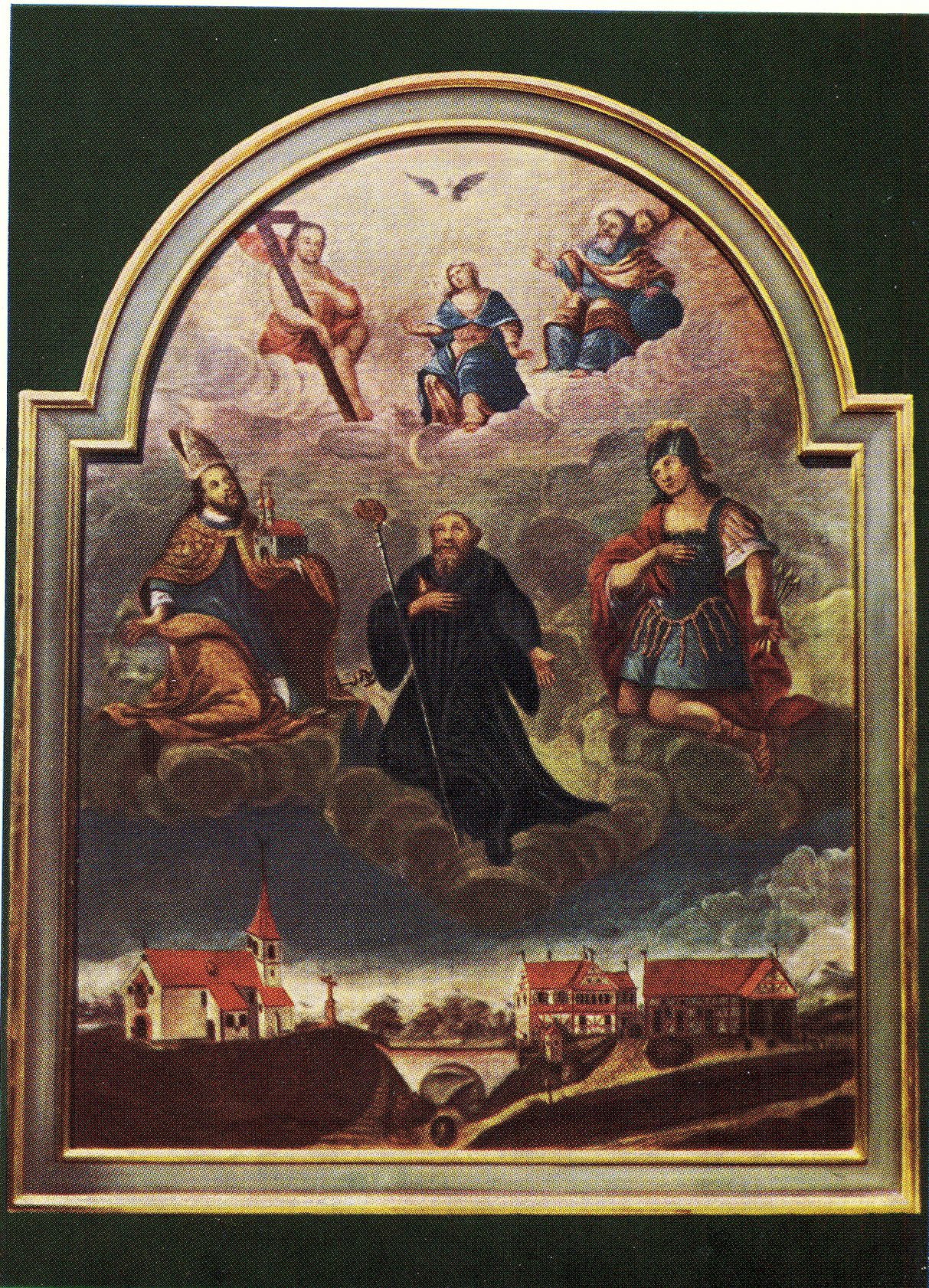
Verherrlichung des heiligen Gallus, Gemälde im Pfarrhaus von Hofweier

## Baugeschichte

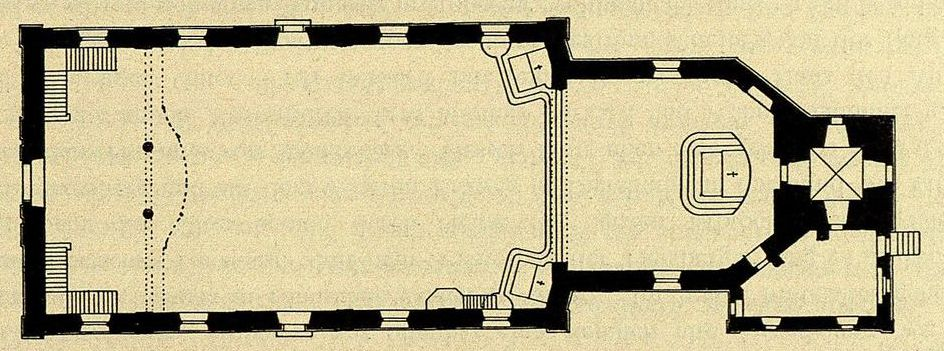
Grundriss von St. Gallus

Das im Pfarrhaus aufbewahrte Hochaltarbild der gotischen Vorgängerkirche – eine „Verherrlichung des heiligen Gallus“ – zeigt, dass Kirche und Pfarrhaus auf zwei getrennten, durch eine Brücke verbundenen Hügeln standen. Als man 1762 wegen Platzmangel und Baufälligkeit an den Neubau der Kirche ging, wurde der Kirchenhügel zwecks Gewinnung einer größeren Baufläche abgetragen und mit der Erde der Graben zwischen den Hügeln aufgefüllt, so dass Kirche und Pfarrhaus jetzt auf einer Ebene lagen. Um den Bau bewarb sich Franz Rudhart (1708–1765), der kurz zuvor St. Brigitta in Niederschopfheim errichtet hatte. Jedoch setzte sich Caspar Waldinger durch, auch Kaspar Waldner geschrieben, der 1707 oder 1724 in Egg in Vorarlberg geboren wurde, also zu den „Vorarlberger Barockbaumeistern“ gehört. Waldinger/Waldner hatte zuvor die Pfarrkirche St. Josef in Egg-Großdorf gebaut und war später an der evangelischen Pfarrkirche in Meißenheim, dem barocken Neubau der Klosterkirche Schuttern, der katholischen Pfarrkirche Mariä Heimsuchung im Vorarlberger Langenegg und der katholischen Pfarrkirche St. Brigitta in Sasbach beteiligt. Steine für den Neubau stiftete Lothar Franz von Erthal (1717–1805) aus den Ruinen der Binzburg. Am 10. Mai 1763 wurde der Grundstein gelegt. Die Urkunde berichtet: „Im Jahr nach der gnadenreichen Geburt und Menschwerdung unseres Heilands und Erlösers Jesu Christi 1763 bei Herrsch- und Regierung des allerdurchleuchtigsten Fürsten, großmächtigsten und unüberwindlichsten Fürsten und Herrn Franzisci Stephani des Ersten dieses Namens röm. Kaiser und König, Fürst und Herren, dann des freireichshochwohlgeb. Herren, Herrn Lothar Franzisci von Erthal, Freiherr zu Ellfershausen, Kissingen und Schwarzenau und Herrschaft Binzburg, <...> sodann des hochwürdigsten Herrn Joseph Schmautz, protempore Pfarrer und Rektor der Pfarrei Hoffweyr <...> ist die Pfarr- und Mutterkirch zu Hoffweyr ad Sanctum Gallum abbatem von Grund aus neu zu erbauen angefangen worden und Dienstag, den 10. Mai <...> der Fundamentstein gelegt worden und ist das Langhaus <...> von der Gemeind Hoffweyr mit einer Beihilf und Beisteuer aus der Heiligen Fabrique, der Chor, Turm und Sacristei hingegen von den Herren Collatoren und Decimatoren, den Freiherren von Röder in Thierspurg, aus ihren Mitteln erbaut worden. <...> Stuber, Amtmann zu Hoffweyr.“ 1765 wurde die Kirche geweiht.
Joseph Schmautz (1735–1782), Pfarrer in Hofweier von 1759 bis zu seinem Tod, liegt an der Nordwand des Chors begraben. Sein Grabstein ist heute in einer Nische der Nordwand des Schiffs angebracht, ein Porträt gegenüber in einer Nische der Südwand.
1833 wurde der Friedhof, der bis dahin die Kirche umgab, auf seinen jetzigen Platz verlegt. Der barocke Charakter ging dem Inneren der Kirche bei einer Restaurierung 1896 verloren. 1937 bis 1939 versuchte man, ihn zurückzugewinnen, unter anderem mit reichlich Stuck. Schäden aus dem Zweiten Weltkrieg wurden bis 1949 behoben. In den 1950er Jahren stand Pfarrer Eugen Mogg (1906–1974, Pfarrer in Hofweier von 1939 bis 1966) „vor derselben Frage wie Josef Schmautz vor 200 Jahren. Das Gotteshaus <war> wieder zu klein geworden.“ Statt zu bauen führte die Gemeinde als eine der ersten in der Erzdiözese die Vorabendmesse zur Erfüllung der Sonntagspflicht ein. Unter Moggs Nachfolger Stefan Kälble (* 1934; Pfarrer in Hofweier von 1966 bis 1990) fand 1970 bis 1971 die jüngste Restaurierung statt. Unter früheren Übermalungen fanden die Restauratoren den gesamten Pfunnerschen „farbenfroh gemalten Stuckzierat“. Die Maßnahmen der 1930er Jahre seien gut gemeint gewesen, aber unbefriedigend ausgefallen. Der damals aufgetragene Stuck sei „industriell hergestellt und wertlos“, ältere Bilder seien „infantil überpinselt“ worden. Die 1970/71er Rekonstruktion hat nach Kähni eine Annäherung an die ursprüngliche Ausstattung erreicht; das „Gesamtkunstwerk aus dem 3. Viertel des 18. Jahrhunderts“ sei „wiederhergestellt“. 2002 und noch einmal 2009 wurde der Kirchenplatz neu gestaltet.

## Gebäude
An den Westrand des Hügels gerückt, überschaut der stattliche Bau das Oberrheintal „und grüßt den Turm des Straßburger Münsters“, der bis 1803 übergeordneten Bischofskirche. In der auf Fernsicht berechneten, volutengeschmückten westlichen Fassade öffnet sich das von einem durchbrochenen Volutengiebel überfangene Portal, über dem in einer Nische der heilige Gallus mit Abtstab, seinem Bären und einem Holzscheit steht, darunter eingemeißelt:
00000000Im Jahre 1763 MDCCLXIII

Weil großem Christenthum eine große Kirch gebühret

Hat die Gemeind Hofweir das Langhaus aufgeführet.

Wer nun in diese Kirch setzt seinen Fuß hinein

Der bette auch, daß Gott Ihr wolle gnädig sein.
Lisenen gliedern außen Fassade, Langhaus und Chor in den Originalfarben, rot vor weißer Wand. Das Langhaus ist ein einfacher Rechteckraum von fünf Achsen rundbogiger Fenster beidseits und Seiteneingängen unter den mittleren Fenstern. Im Osten folgen ein eingezogener, polygonal schließender Chor und dann der Turm, dessen zwei untere Geschosse im Grundriss quadratisch sind, während das oberste – Glockengeschoss mit geohrten Rundbogenfenstern und Zifferblättern – achteckig ist. In die Ostwand des Untergeschosses ist eine Platte mit dem Wappen der Roeder von Diersburg eingelassen und der Inschrift, die Familie habe „diesen Chor und Thurm erbaut und aufgeführet 1763“. Eine einfache Zwiebelhaube krönt den Turm. Auch das Innere ist durch Wandpilaster gegliedert. Über den Fenstern schneiden Stichkappen in das flache Spiegelgewölbe ein. Ein korbbogiger Triumphbogen führt in den Chor.

## Ausstattung
Die Ausmalung ist ein Werk des Freiburgers Johann Pfunner, der die Deckenbilder 1764 signierte. Der Grundfarbton der Wände ist ein helles Ocker. Darauf setzte Pfunner seine kräftigen Farben. Das Deckenbild im Langhaus, eine von Pfunners besten Arbeiten, zeigt die Schlüsselübergabe an Simon Petrus (Mt 16,17-19 ), das Deckenbild im Chor, dessen Übermalung nicht abgenommen werden konnte, wie das Langhausbild in Öl, die Bekehrung des Saulus (Apg 9,1–9 ). Die Attribute der Putten in den Kartuschen um das Petrusbild „beziehen sich auf das mit der Berufung Petri gestiftete Priesteramt“. In Nischen unter den östlichen Langhausfenstern hat Pfunner links den Pelikan als Symbol Christi dargestellt, rechts ein Kreuz mit den fünf Kreuzeswunden, aus denen Blut in ein Becken fließt, „barocke Paraphrase des Christus in der Kelter“. Auch die Leinwandbilder der vier Evangelisten und der vier lateinischen Kirchenlehrer Hieronymus, Ambrosius von Mailand, Augustinus von Hippo und Papst Gregor der Große an den Wänden von Schiff und Chor sind Werke Pfunners.
Im Chor hängen in vier Reihen übereinander 16 Bilder zu den Versen des Vaterunser und des Ave Maria, vielleicht von Johann Anton Morath. Im Übrigen ist das Innere aufs reichste ornamental ausgemalt, die Pilaster in Rottönen marmoriert, Ornamente um die Fenster, auf den Kappen des Gewölbes und über dem Triumphbogen.

### Altäre
Die architektonischen Teile der Altäre (und der Kanzel) fertigte 1766 Anton Pfister, vermutlich ein Bruder des Klosters Schuttern, aus Stuckmarmor. Den Hochaltar rahmen vier Säulen mit korinthischen Kapitellen, die vorzüglich – so in den geschwungenen goldenen Gemälderahmen – auf den Hochaltar abgestimmten Seitenaltäre rahmen je zwei Pilaster.
Das Hochaltarbild der Vorgängerkirche, eine „Verherrlichung des heiligen Gallus mit Gallus zwischen den heiligen Wolfgang von Regensburg und Sebastian“, passte nicht in den neuen Hochaltar. Bilder für alle Altäre malte Johann Anton Morath. Das Hochaltarbild wurde 1862 durch ein Gemälde „Gallus predigt am Bodensee“ von Wilhelm Dürr dem Älteren ersetzt, das in Rahmen wie – an die Nazarener erinnerndem – Stil zur barocken Umgebung kontrastierte. Die Seitenaltarbilder wurden bei der 1896er Restaurierung (vielleicht schon früher) durch Figurennischen ersetzt. Bei der Renovation von 1970 und 1971 erhielten alle Altäre in die ursprünglichen geschwungenen Rahmen neue Bilder von Reinhard Dassler. Sie lösten in der Gemeinde ein geteiltes Echo aus. Im Zentrum des Hochaltargemäldes steht Gallus mit der Heiligen Schrift in der Hand, umgeben von „Menschen von heute“. Im Bild des linken Seitenaltars ruht sich Maria mit ihrem Kind in einer Uferlandschaft voll wüster Gegenstände auf einer zufällig am Weg stehenden Kiste aus. Das Bild des rechten Seitenaltars zeigt Josef in moderner Kleidung bei der Zimmermannsarbeit.
Das Hochaltarblatt der Vorgängerkirche wird im Pfarrhaus aufbewahrt, Dürrs Hochaltarbild im Pfarrsaal.

### Sonstiges
Links vom Hochaltar ist ein Sakramentshäuschen von 1429 eingemauert. In einer Nische der Nordwand des Schiffs steht eine Pietà aus dem 16. Jahrhundert, in einer großen Nische darunter ein Taufstein mit der Jahreszahl 1617.
Die Stuckmarmorkanzel, bezeichnet „Opere Fr(atris) Anthonj Pfister MDCCLXVI“ – Werk des Bruders Anton Pfister 1766 – hängt ohne einen Zugang an der Südwand.
Die älteste Glocke, die als einzige im Zweiten Weltkrieg in Hofweier blieb, „Gallusglocke“, wurde 1920 in der Gießerei Grüninger gegossen. 1948 stellte die Glocken- und Kunstgießerei Rincker drei weitere Glocken her. Die jüngste, „Hosiannaglocke“, von der Glockengießerei Schilling in Heidelberg, stiftete die politische Gemeinde 1763 zum 200-jährigen Jubiläum der Kirche.
Die Orgel der Firma Karl Göckel wurde – nach mehreren älteren Orgelgenerationen – 1997 bis 1998 eingebaut.
Das Pfarrhaus wurde 1721 errichtet, zur Zeit des Pfarrers Philipp Jakob Schmautz (Pfarrer in Hofweier von 1714 bis 1759), dessen Wappen den Eingang schmückt. Es wurde 1792 renoviert.